# Ширев, Николай Андреевич
Николай Андреевич Ширев (1880 — ????) — работник химической промышленности (производство кальцинированной соды), Герой Труда (1934). 

## Биография
Родился в 1880 году в г. Дедюхино Пермской губернии в семье солевара. 
Окончив 2 класса церковно-приходской школы, стал грузчиком, затем кучером на соляных варницах, а в 1895 году поступил на содовый завод. 
В числе передовых рабочих участвовал в революционных забастовках 1905, 1917 годов, был членом Делового Совета, защищал предприятие от колчаковцев в годы гражданской войны. 
В 1918 году его назначают мастером дисцилляции цеха кальцинированной соды, в 1924 году — помощником заведующего производством цеха, а в 1933 году — заведующим производством цеха кальцинированной соды (г. Березники, Пермская область). 
В 1934 году по настоянию врачей он оставил производство, но связь с заводом не прервал, занимался общественной работой. 

## Награды и Память
За выдающиеся заслуги в социалистическом строительстве Николай Ширев в 1934 году был удостоен звания Героя Труда. 